# Carlo Rainaldi
Carlo Rainaldi (Rome, 4 mai 1611 – Rome, 8 février 1691) est un architecte italien de la période baroque.

## Biographie
Né à Rome, Carlo Rainaldi est l'un des architectes les plus importants de la Rome du XVIIe siècle, connu pour une certaine grandeur dans ses plans.
Il travailla d'abord avec son père, Girolamo Rainaldi, qui amena le style maniériste à Rome. Après la mort de celui-ci, il embrassa complètement le style baroque monumental. Il gagna de l'importance à Rome quand la papauté de Urbain VIII laissa place à celle du plus austère Innocent X.
Parmi ses œuvres figurent la façade de l'église Sant'Andrea della Valle (1661-1665), les églises jumelles de la piazza del Popolo : la basilique Santa Maria in Montesanto (achevée par le Bernin) et l'église Santa Maria dei Miracoli. Santa Maria in Campitelli (1663-1667) est considérée comme sa meilleure œuvre.
Il fut incapable de terminer la façade de Sant'Agnese in Agone en travaux en 1653-1657, achevée par Borromini.
En 1664 il fut sollicité, avec Pierre de Cortone et le Bernin (Gian Lorenzo Bernini), pour l'achèvement du Louvre. Comme ceux des autres italiens son projet ne fut pas retenu et c'est Claude Perrault et Louis Le Vau qui réaliseront la colonnade.

## Œuvres
- Reconstruction dans le style baroque de l'oratoire del Santissimo Sacramento à Rome (1681)

## Sources
- (it) F. Fasolo, L'opera di Hieronimo e Carlo Rainaldi, Rome, 1961.